# Leon Festinger
Leon Festinger (New York, 8 maggio 1919 – New York, 11 febbraio 1989) è stato uno psicologo e sociologo statunitense.
Egli è forse meglio noto per la Dissonanza cognitiva e la Teoria Del Confronto Sociale. Alle sue teorie e ricerche è stato riconosciuto il merito di aver superato il punto di vista comportamentista che in precedenza dominava la psicologia sociale, dimostrando l'inadeguatezza dello schema "stimolo-risposta" per comprendere e determinare il comportamento umano. Festinger è anche conosciuto per aver favorito l'uso del laboratorio per gli esperimenti in psicologia sociale, nonostante allo stesso tempo egli abbia evidenziato l'importanza dello studio di situazioni di vita reale, tecnica che ha messo in pratica quando si è infiltrato nella setta di un culto apocalittico per studiare gli effetti di quando una profezia fallisce. È noto anche nell'ambito delle reti sociali grazie alla teoria dell'Effetto Di Prossimità.
Festinger, ha studiato psicologia all'Università dell'Iowa sotto la guida di Kurt Lewin, un'importante figura nella moderna psicologia sociale e si è laureato nel 1941; ciò nonostante, egli sviluppò l'interesse per la psicologia sociale solo dopo essere entrato a far parte del centro di ricerca di Lewin sulle dinamiche di gruppo, presso l'Istituto di tecnologia del Massachusetts nel 1945. Nonostante il suo interesse principale fosse la psicologia sociale, Festinger si occupò anche di ricerca sulla percezione visiva nel 1964 e quindi di archeologia e di storia, a partire dal 1979 fino alla sua morte nel 1989.

## La vita

### La prima parte e l'educazione
Festinger nacque a Brooklyn, New York, l'8 maggio 1919 da genitori immigrati ebrei-russi, Alex Festinger e Sara Salomon in Festinger. Suo padre, che si specializzò nel campo dei ricami, lasciò la Russia da radicale e ateo e rimase fedele a queste opinioni per tutta la sua vita. Festinger frequentò la Boy's High School a Brooklyn e ricevette la sua laurea di psicologia dal City College di New York nel 1939.
Proseguì a studiare sotto Kurt Lewin all'università di Iowa in cui Festinger ottenne il master (la laurea di 2º livello) nel 1940 e il dottorato di ricerca (il più alto grado di specializzazione che si ottiene al college: phd= doctor of phylosophy) nel 1942 nel campo del comportamento infantile. Per sua stessa ammissione, non era interessato alla psicologia sociale quando arrivò a Iowa e non scelse un solo corso di psicologia sociale durante tutto il periodo in cui rimase là; era invece interessato al precedente lavoro di Lewin sui “sistemi di tensione” che compaiono nel campo psicologico in determinate regioni dell'Io, ma gli interessi di Lewin si erano ormai spostati sulla psicologia sociale nel periodo in cui Festinger arrivò a Iowa. Tuttavia, Festinger continuó a seguire i suoi interessi originari studiando il livello di aspettativa e le relative performance, lavorando sulla statistica, sviluppando un modello quantitativo sulla presa di decisioni e pubblicando anche uno studio di laboratorio sui topi.
Spiegando la sua mancanza di interesse per la psicologia sociale in quel periodo, Festinger ha dichiarato: "La metodologia assai approssimativa della disciplina, la vaghezza del legame tra i dati e le teorie Lewiniane, tutto mi sembrava poco interessante nella mia giovane propensione alla severità". 
Dopo la laurea, Festinger lavorò come ricercatore associato in Iowa dal 1941 al 1943, come statistico per la commissione di selezione e formazione dei piloti di aerei presso l'università di Ronchester dal 1943 al 1945 durante la Seconda Guerra Mondiale. Nel 1943, Festinger sposò Mary Oliver Ballou, una pianista, con la quale ebbe tre figli: Richard, Kurt, Catherine. Festinger e Ballou più tardi divorziarono e nel 1968 Festinger sposò Trudy Bradley, al tempo un'insegnante di studi sociali presso l'Università di New York, .

### La carriera
Nel 1945, Festinger si unì come aiuto professore al Centro di Ricerca sulle Dinamiche di Gruppo di Lewin che era stato appena istituito presso il Massachusetts Institute of Technology (MIT). Fu al MIT che Festinger si dedicò alla psicologia sociale: "Diventai per decreto uno psicologo sociale e m'immersi in questo campo con tutte le sue difficoltà, le ambiguità e le sfide". Fu sempre al M.I.T che Festinger iniziò la sua incursione nella comunicazione sociale e i suoi studi sulla pressione di gruppo che hanno segnato un punto di svolta nella sua ricerca. Come lo stesso Festinger ricorda :"Gli anni al M.I.T apparivano a noi tutti qualcosa di fondamentale, l'inizio di qualcosa di importante". Infatti Stanley Schachter, studente ed assistente di ricerca di Festinger a quel tempo, dichiara: "ho avuto la fortuna di lavorare con Festinger in quel periodo, a cui penso come uno dei più alti momenti della mia carriera scientifica"- 
Tuttavia, questo tentativo è iniziato "quasi per caso", mentre Festinger stava conducendo uno studio per conto dell'università sull'impatto dei fattori architettonici ed ecologici sul grado di soddisfazione degli studenti residenti. Nonostante gli effetti di prossimità (o propinquità) siano stati un'importante scoperta del suo studio, Festinger e i suoi collaboratori hanno anche notato delle correlazioni tra il livello di amicizia fra gruppi di residenti e la concordanza delle opinioni all'interno del gruppo, così sorsero domande inaspettate riguardo alla comunicazione all'interno dei gruppi sociali e allo sviluppo delle norme di gruppo, degli atteggiamenti e dei comportamenti. Infatti, il fondamentale articolo di Festinger nel 1950 sulla comunicazione sociale informale all'interno di un gruppo in funzione della pressione verso l'uniformità, cita più volte i risultati di questo studio apparentemente di altro ambito.
Dopo la morte di Lewin nel 1947, Festinger si trasferì, con il centro di ricerca, all'Università del Michigan nel 1948, poi all'Università del Minnesota nel 1951 e all'Università di Stanford nel 1955. Durante questo periodo Festinger pubblicò il suo fondamentale articolo sulla teoria del confronto sociale, estendendo la sua teoria precedente - che riguardava la misurazione degli atteggiamenti nei gruppi sociali - alla misurazione delle abilità nei gruppi sociali. A seguito di ciò, nel 1957 Festinger pubblicò la sua teoria della Dissonanza Cognitiva, probabilmente il suo contributo più famoso e influente nel campo della psicologia sociale. Alcuni vedono anche questo come un prolungamento della prima opera di Festinger sulle pressioni del gruppo verso la risoluzione delle discrepanze nelle opinioni e abilità all'interno di gruppi sociali, su come l'individuo risolve le discrepanze a livello cognitivo. In questo periodo, Festinger ricevette anche un considerevole riconoscimento per il suo lavoro, sia in ambito specialistico con il conferimento del premio per il contributo scientifico dall'associazione Americana psicologica nel 1959, sia dall'opinione pubblica, infatti fu nominato uno dei 10 scienziati americani più promettenti dalla rivista Fortune, poco dopo la pubblicazione della teoria del Confronto sociale. 
Festinger, nonostante questo riconoscimento, lascia il campo della psicologia sociale nel 1964, attribuendo la sua decisione a "una convinzione che era cresciuta in me in un momento in cui personalmente ero bloccato e avevo bisogno di un'iniezione di stimoli intellettuali da nuove fonti per continuare a essere produttivo". Rivolse la sua attenzione al sistema visivo, in particolare ai movimenti e alla percezione del colore nell'occhio umano. Nel 1968, Festinger ritornò nella sua città originaria, New York, continuando la sua ricerca sulla percezione presso la “New School”, che poi venne conosciuta come “New School for Social Research”. Nel 1979 egli chiuse il suo laboratorio, dichiarandosi insoddisfatto del lavoro "che si è via via involuto a causa di problemi tecnici sempre più specifici".

### L'ultima parte della vita
In uno scritto del 1983, quattro anni dopo la chiusura del laboratorio, Festinger si dichiarava deluso dai risultati che egli e altri nel campo della psicologia sociale avevano raggiunto. “Quarant'anni nella mia vita mi sembrano un lungo periodo e, sebbene alcune cose siano state comprese sugli esseri umani e sul loro comportamento, il progresso non è stato sufficientemente rapido; né le nuove conoscenze sono state abbastanza importanti. E peggio ancora, da un punto di vista più ampio, abbiamo trascurato molti problemi importanti.” 
Successivamente Festinger iniziò a studiare reperti preistorici e incontrò Stephen Jay Gould per scambiare idee, visitare personalmente i siti archeologici e studiare la costruzione di utensili primitivi. I suoi sforzi culminarono nel libro “The Human Legacy” in cui si esamina come gli esseri umani si sono evoluti e sviluppati in società complesse. Sebbene l'abbandono completo del campo della psicologia possa sembrare il frutto di un atteggiamento disilluso, Festinger considera questa ricerca come un ritorno ai concetti fondamentali della psicologia. Egli descrive l'obiettivo della nuova ricerca come la possibilità di vedere che cosa si può dedurre da diversi punti di vista, da differenti campi riguardo alla natura, alle caratteristiche di "questa specie che noi definiamo umana", e si stupìsce quando i colleghi psicologi gli chiesero come i suoi nuovi interessi fossero collegati alla psicologia.
La successiva e ultima impresa di Festinger è capire perché un'idea viene accettata o rifiutata da una cultura, e decide che esaminare il perché una nuova tecnologia fu adottata rapidamente in Occidente e non nell'Impero orientale bizantino avrebbe chiarito la questione. A Festinger, però, fu diagnosticato un cancro prima che fosse in grado di pubblicare il materiale. Lui decise di non seguire la terapia e morì l'11 febbraio 1989.

## Le opere

### L'effetto di prossimità
Festinger, Stanley Schachter e Kurt Back hanno esaminato i criteri con cui si operava la scelta delle amicizie tra gli studenti universitari che vivevano in alloggi per studenti sposati al MIT. Il team ha dimostrato che la formazione dei legami poteva essere predetta in base alla vicinanza, alla prossimità fisica tra gli alloggi e non in base ai gusti o alle opinioni simili come si sarebbe portati a pensare. In altre parole, le persone semplicemente tendono a fare amicizia con i loro vicini.
Inoltre, essi scoprirono che è anche la distanza funzionale a determinare i legami sociali. Ad esempio, in un edificio a due piani, le persone che vivono al piano inferiore accanto alle scale sono funzionalmente più vicine ai residenti del piano superiore di quanto lo siano gli altri che vivono sullo stesso piano. È più probabile che a stringere amicizia con chi abita al piano superiore siano i residenti del piano inferiore che abitano vicini alle scale,  piuttosto che gli altri. Festinger e i suoi collaboratori considerarono questi risultati come prova che le amicizie si sviluppano spesso grazie a contatti casuali (es. un breve incontro nell'andirivieni della 'Student Housing Community') e che questi contatti casuali si verificano con più probabilità se tra le persone se vi è vicinanza fisica e funzionale.

### Le comunicazioni sociali informali
Nel testo del 1950 "La pressione sociale nei gruppi informali" Festinger ha sostenuto che una delle spinte più forti che determinano la comunicazione è l'uniformità tra i componenti del gruppo. L'uniformità si basa su due principi: la realtà sociale e il moto di gruppo. Festinger sostiene che per determinare la validità dei loro atteggiamenti e delle loro opinioni personali le persone dipendono dalla realtà sociale e che per definire la realtà sociale si rifanno al loro gruppo di riferimento. Un parere o un atteggiamento è quindi valido quanto più è simile a quello del gruppo di riferimento. Inoltre, egli ha sostenuto che la spinta a comunicare nasce quando vi sono differenze nelle opinioni e negli atteggiamenti tra i membri di un gruppo e ha formulato una serie di ipotesi su ciò che determina l'esigenza di comunicare tra i membri, con chi essi lo fanno e come i recettori della comunicazione reagiscono, citando prove sperimentali per sostenere le sue teorie. Festinger etichettò la comunicazione derivante da tali pressioni verso l'uniformità come "comunicazione strumentale", poiché la comunicazione non è fine a se stessa, ma è un mezzo per ridurre le discrepanze tra il comunicatore e gli altri componenti del gruppo. La comunicazione strumentale è in contrasto con la "comunicazione funzionale" in cui la comunicazione funge da espressione emotiva.

### La teoria del confronto sociale
L'influente teoria del confronto sociale di Festinger può essere interpretata come estensione alla sfera delle abilità della sua teoria precedente in cui sostiene che gli atteggiamenti e le opinioni sono valutati in base alla realtà sociale. Partendo dal presupposto che gli esseri umani hanno una spinta innata a valutare attentamente le loro opinioni e le loro abilità, Festinger sostiene che la gente cercherà di valutare le proprie opinioni e abilità confrontandole con quelle di altri. In particolare, per tale confronto, le persone si paragoneranno ad altri che abbiano opinioni e abilità simili alle proprie, perché è difficile fare confronti affidabili quando le differenze tra sé e gli altri sono troppo grandi. Per usare l'esempio di Festinger, chi ha appena imparato a giocare a scacchi non può fare un confronto tra sé e un grande maestro, ugualmente uno studente non deve paragonare le proprie abilità intellettuali con quelle di un neonato. Le persone, inoltre, agiranno per ridurre le discrepanze negli atteggiamenti o cambiando gli altri per avvicinarli alle proprie posizioni o modificando i propri atteggiamenti per avvicinarli a quelli degli altri. Allo stesso modo, essi agiranno per ridurre le discrepanze nelle abilità e ciò provocherà una spinta a migliorare le proprie abilità. Festinger, dunque, suggerisce che “i processi di influenza sociale e alcune tipologie di comportamento competitivo sono entrambi aspetti di uno stesso processo socio-psicologico [...] la spinta ad autovalutarsi è basata sul confronto con le altre persone." Festinger ha allargato il campo dell'indagine applicando la propria teoria dal particolare al generale, egli ha infatti indagato le ripercussioni che la teoria del confronto sociale ha sulla società nel suo insieme, ipotizzando che la tendenza ad aggregarsi e muoversi in gruppi omogenei per opinioni e abilità si rifletta nella segmentazione della società in gruppi relativamente simili.
Nel suo saggio del 1954, "A Theory of Social Comparison Processes", Festinger espone in modo sistematico le sue ipotesi sostenendole con opportune prove sperimentali dove queste esistono. Egli espone la sua ipotesi nei seguenti punti:
1. Negli organismi umani esistono degli impulsi a valutare le proprie opinioni e abilità.
2. Poiché non ci sono mezzi oggettivi al di fuori del contesto sociale, le persone valutano le proprie opinioni e le loro abilità confrontandole con quelle degli altri.
3. La tendenza a confrontarsi con altre persone diminuisce in modo direttamente proporzionale all'aumentare della differenza tra proprie opinioni e abilità e quelle altrui.
4. Nel caso delle abilità, c'è una spinta unidirezionale a confrontarsi con chi è migliore che risulta sostanzialmente assente nel campo delle opinioni.
5. Ci sono impedimenti oggettivi che rendono difficile se non impossibile cambiare un'abilità. Questi impedimenti oggettivi sono in gran parte assenti nel caso delle opinioni.
6. Il venir meno del confronto con gli altri è accompagnato da ostilità o discredito dal momento che continuare a paragonarsi a tali persone implica spiacevoli conseguenze.
7. Ogni fattore che accresce l'importanza di un particolare gruppo come gruppo di riferimento per qualche particolare opinione o abilità fa aumentare la pressione ad uniformarsi alle abilità o alle opinioni di quel gruppo.
8. Se le persone che hanno opinioni o abilità molto divergenti rispetto alle nostre sono percepite come differenti da noi stessi negli attributi che sono alla base della divergenza, la tendenza a diminuire le occasioni di confronto diventa più forte.
9. Quando vi sono pareri o capacità differenti in un gruppo, la forza relativa alle tre manifestazioni della pressione verso l'uniformità sarà diversa per chi è vicino al sentire medio delle opinioni o alla media delle abilità del gruppo, a differenza di quelli che sono lontani da essa.
10. In particolare, le persone vicine alla media di gruppo avranno delle tendenze più forti a cambiare le posizioni altrui, tendenze relativamente più deboli a diminuire l'ampiezza del terreno di confronto e ancora più deboli tendenze a cambiare le loro posizioni rispetto a coloro che sono lontani dalla media del gruppo.[39]

### Quando la profezia fallisce
Festinger e i suoi collaboratori Henry Riecken and Stanley Schachter nel libro When Prophecy Fails del 1956 studiarono come l'effetto della disconferma di ciò in cui si crede induca a rafforzare le proprie convinzioni nella credenza smentita. Il gruppo studiò i membri di un piccolo culto apocalittico guidati da una casalinga di periferia, Dorothy Martin (nel libro sotto lo pseudonimo di Marian Keech). Dorothy Martin affermò di aver ricevuto messaggi da  i Guardiani, un gruppo di esseri superiori provenienti da un altro pianeta. I messaggi dicevano che un diluvio avrebbe distrutto il mondo presumibilmente il 21 dicembre. I tre psicologi e diversi altri assistenti si unirono al gruppo. La squadra osservò il gruppo direttamente per molti mesi prima e dopo la prevista apocalisse. Molti membri del gruppo si prepararono all'apocalisse lasciando il lavoro e sistemando i loro averi. Dopo che il giorno del giudizio fu più volte rimandato, la Martin sostenne che il mondo era stato risparmiato per la "forza del bene e della luce", che i membri del gruppo avevano diffuso in tutto il mondo. Invece di abbandonare le loro credenze smentite dai fatti, i membri del gruppo vi aderirono con ancora più convinzione e iniziarono una fervente azione di proselitismo. Festinger e i suoi coautori sostennero che le cause che portatono a incrementare le convinzioni del gruppo nella credenza smentita dai fatti sono le seguenti: 
1. la convinzione deve essere profonda ed essere rilevante nelle azioni e nel comportamento dei "credenti"
2. la convinzione deve aver prodotto azioni difficili da annullare
3. la convinzione deve essere sufficientemente specifica e collegata con il mondo reale in modo tale che sia possibile smentirla
4. la smentita deve essere evidente e riconosciuta dai credenti
5. il credente deve avere un supporto sociale dagli altri credenti del gruppo[43]

Festinger, anche in seguito, descrisse l'aumento della convinzione e del proselitismo dei membri del culto dopo la sconfessione, come esempio specifico di dissonanza cognitiva, (l'aumento del proselitismo contribuì a ridurre la dissonanza con la consapevolezza che altri accettano le loro convinzioni) che può essere applicata ai fenomeni di massa facilitandone la comprensione.

### La Dissonanza cognitiva
Il fondamentale lavoro di Festinger del 1957 integrò la letteratura di ricerca esistente sull'influenza e sulla comunicazione sociale con la sua teoria sulla dissonanza cognitiva. L'idea alla base della teoria nacque a partire da uno studio sulle voci che si diffusero dopo un forte terremoto, avvenuto in India nel 1934. Fra la gente che sentì la scossa, ma non subì danni dal terremoto, le voci che parlavano di altri imminenti disastri naturali godevano di maggiore credito. Il fatto che le persone avessero scelto di dare credito a voci che provocavano in loro paura era contro-intuitivo, fu spiegato da Festinger: queste voci svolgevano in realtà la funzione di giustificare la paura stessa. Le voci servivano a ridurre l'inconsistenza dei sentimenti di paura della gente che non aveva vissuto sulla propria pelle gli effetti devastanti del terremoto, dando loro una buona ragione per avere paura. Festinger ha descritto le ipotesi di base della dissonanza cognitiva come segue:
1. La dissonanza (o incoerenza) provoca un disagio psicologico, per questo il soggetto tenta di ridurre il disagio e di raggiungere la consonanza (o coerenza).
2. Quando è presente la dissonanza, oltre a cercare di ridurla, la persona eviterà attivamente situazioni e informazioni che probabilmente la aumenterebbero.[46]

La riduzione della dissonanza può essere ottenuta modificando il comportamento, cambiando la cognizione, o acquisendo nuove informazioni e opinioni in maniera selettiva. Per utilizzare l'esempio di Festinger, un fumatore che è consapevole che il fumo è dannoso per la sua salute, può ridurre la dissonanza, scegliendo o di smettere di fumare, o cambiando opinione sugli effetti del fumo (ad esempio: il fumo non fa male alla salute, come altri sostengono), o con l'acquisizione di conoscenze che esaltino gli effetti positivi del fumo (ad esempio, il fumo previene l'aumento di peso).
Nel 1959 Festinger e James Carlsmith pubblicarono il loro classico esperimento sulla dissonanza cognitiva. Nell'esperimento ai soggetti venne chiesto di svolgere compiti monotoni e noiosi per un'ora.
Ad alcuni soggetti, portati a credere che la loro partecipazione all'esperimento fosse conclusa, si chiese  poi di fare un favore allo sperimentatore dicendo al partecipante successivo, il quale in realtà era un complice, che l'incarico era estremamente piacevole.
Nei soggetti che dovevano sostenere che il compito fosse piacevole si creò una dissonanza, perché in realtà esso era noioso. Il gruppo fu diviso in due parti: una metà dei soggetti ricevette 1 dollaro, l'altra metà ne ricevette 20. Come previsto da Festinger e Carlsmith, quelli che ricevettero 1 dollaro sostennero che il compito fosse più divertente di quanto non fecero quelli pagati 20 dollari. Quelli pagati $1 erano costretti a ridurre la dissonanza cambiando le loro opinioni riguardo al compito, per produrre una consonanza con il loro comportamento, segnalando che il compito era piacevole. I soggetti pagati $20 hanno sperimentato meno dissonanza proprio perché l'abbondante pagamento ha portato armonia nel loro comportamento; quindi loro hanno valutato la prova come meno gradevole e la loro opinione era simile a quella di coloro ai quali non era stato chiesto di riferire che il compito era gradevole.

## Eredità
La teoria del confronto sociale e la dissonanza cognitiva sono state descritte dagli altri psicologi come "le due teorie più proficue nella psicologia sociale". La dissonanza cognitiva è stata descritta in modo vario come il risultato più notevole della psicologia sociale senza la quale essa non sarebbe quella che è oggi. La dissonanza cognitiva ha generato decenni di ricerche a questa connesse, da studi mirati ad affinarne la portata teorica e a favorirne lo sviluppo fino all'applicazione in campi diversi quali la presa di decisioni, la socializzazione dei bambini e la preferenza di un colore.
Inoltre, Festinger è ritenuto colui che ha favorito la sperimentazione in laboratorio nel campo della psicologia sociale, come colui che ha trasformato l'esperimento in un potente strumento scientifico con un ruolo centrale nella ricerca della conoscenza. Nel necrologio pubblicato dall’American Psychologist si leggeva: c'è da dubitare che la psicologia sperimentale sarebbe esistita compiutamente senza Festinger.
Eppure sembra che Festinger diffidasse delle richieste troppo pressanti di una maggiore precisione empirica: consapevole dei pericoli che tali richieste comportano quando i concetti teorici non sono ancora completamente definiti. Festinger affermò: "La ricerca può prendere le mosse da questioni non chiarite in precedenti ricerche, piuttosto che da argomenti di vasta portata; infatti le persone possono perdere di vista i problemi di fondo perché il campo è limitato dalla ricerca in atto." Egli ha anche sottolineato che il laboratorio sperimentale non può esistere per sé, ma che ci dovrebbe essere un'interrelazione attiva tra il laboratorio sperimentale e lo studio delle situazioni di vita reale." Inoltre, mentre Festinger è lodato per il suo rigore teorico e per l'approccio sperimentale alla psicologia sociale, egli è apprezzato per "aver contribuito all'allontanamento tra ricerca di base e psicologia sociale applicata negli Stati Uniti." Egli diventò un simbolo del rigore teorico e dello scienziato sperimentale, mentre Ron Lippit, un altro membro di facoltà presso il Centro di Ricerca di Lewin per le dinamiche di gruppo con cui Festinger spesso si scontrava, diventò il simbolo di confusa disposizione mentale, ingenuo idealismo nel campo della psicologia sociale applicata. Uno dei maggiori contributi degli studi di Festinger risiede forse nella descrizione del comportamento sociale come la risposta di un organismo pensante continuamente in azione per portare l'ordine nel suo mondo, piuttosto che come impulsi ciechi di una creatura fatta di emozione e abitudine, come citato nel suo illustre Premio per il Contributo Scientifico "Distinguished Scientific Contribution Award".
Il comportamentismo, che ha dominato la psicologia fino a quel momento, ha caratterizzato l'uomo come una creatura dai comportamenti condizionati dai processi di stimolo, risposta e rinforzo. I comportamentisti erano concentrati solo su ciò che era osservabile, cioè sul comportamento e le ricompense esterne, senza alcun riferimento ai processi cognitivi o emotivi. Teorie come la dissonanza cognitiva non potevano essere spiegate nei termini comportamentisti. Per esempio, secondo i comportamentisti, l'apprezzamento era una forma di ricompensa, così una maggiore ricompensa avrebbe prodotto maggiore apprezzamento. Gli esperimenti di Festinger e di Carlsmith mostrarono che poteva esserci maggiore apprezzamento con una minore ricompensa; tale risultato richiedeva di riconoscere l'importanza dei processi cognitivi. Con le teorie di Festinger e le ricerche che queste hanno generato, la morsa d'acciaio in cui la teoria del rinforzo aveva tenuto la psicologia sociale fu definitivamente spezzata."